# Абадиания
Абадиания (на португалски: Abadiânia) е град – община в източната част на бразилския щат Гояс. Общината е част от икономико-статистическия микрорегион Околност на Федералния окръг, мезорегион Източен Гояс. Населението на общината към 2010 г. е 15 752 души, а територията е 1044,2 km² (15 д./km²).
Градът е известен с къщата на Инасио ди Лойола, в която медиумът Жоао Тейшейра ди Фария прави своите операции без упойка.
Една част на града, разделен от федералната магистрала BR-060, е застроена предимно с хотели, къщи за гости и бизнеса.

## Туризъм
Една от основните забележителности на Абадиания е изкуственото езеро, образувано от водноелектрическата централа Корумба̀ IV, която генерира електроенергия за град Бразилия.
Край бреговете на езерото, земеделците продават земи, с което се образува малко село с къщи, заемани главно при празници и почивни дни. Собствениците са предимно от Гояния и град Бразилия, търсещи отдих от всекидневния живот в големите градове.